# Eleições legislativas na Itália em 1968
As eleições legislativas na Itália em 1968 foram realizadas a 19 de Maio e, serviram para eleger os 630 membros da Câmara dos Deputados e os 315 membros do Senado.
A Democracia Cristã continuou com a sua hegemonia eleitoral, vencendo, mais uma vez, as eleições com 39,1% dos votos e 266 deputados.
O Partido Comunista Italiano também obteve um resultado positivo, continuando com o seu crescimento eleitoral, conquistando 26,9% dos votos e 177 deputados.
O grande derrotado das eleições foi o Partido Socialista Unificado, partido fruto da união entre Partido Socialista Italiano e Partido Socialista Democrático Italiano, que se ficou pelos 14,5% dos votos e 91 deputados, uma queda de, cerca de, 6% dos votos em relação à soma dos dois partidos em 1963.
Por outro lado, a grande surpresa foi o Partido Socialista Italiano de Unidade Proletária, partido formado por membros descontentes do Partido Socialista Italiano, que conquistou 4,5% dos votos e 23 deputados.
Após as eleições, a fórmula de governo de centro-esquerda continuou, com a Democracia Cristã governando em coligação com o Partido Socialista Italiano, Partido Socialista Democrático Italiano e Partido Republicano Italiano.

## Resultados Oficiais

### Câmara dos Deputados
| Partido                 | Partido                                            | Votos      | %               | +/-   | Deputados | +/-     |
| ----------------------- | -------------------------------------------------- | ---------- | --------------- | ----- | --------- | ------- |
|                         | Democracia Cristã                                  | 12 437 848 | 39,12 / 100,00  | 0,84  | 266 / 630 | 6       |
|                         | Partido Comunista Italiano                         | 8 551 347  | 26,90 / 100,00  | 1,64  | 177 / 630 | 11      |
|                         | Partido Socialista Unificado                       | 4 603 192  | 14,48 / 100,00  | 5,46  | 91 / 630  | 29      |
|                         | Partido Liberal Italiano                           | 1 850 650  | 5,82 / 100,00   | 1,15  | 31 / 630  | 8       |
|                         | Partido Socialista Italiano de Unidade Proletária  | 1 414 697  | 4,45 / 100,00   | Novo  | 23 / 630  | Novo    |
|                         | Movimento Social Italiano                          | 1 414 036  | 4,45 / 100,00   | 0,66  | 24 / 630  | 3       |
|                         | Partido Republicano Italiano                       | 626 533    | 1,97 / 100,00   | 0,60  | 9 / 630   | 3       |
|                         | Partido Democrático Italiano de Unidade Monárquica | 414 507    | 1,30 / 100,00   | 0,45  | 6 / 630   | 2       |
|                         | Partido Popular Sul Tirolês                        | 152 991    | 0,48 / 100,00   | 0,04  | 3 / 630   | Estável |
|                         | Outros                                             | 324 261    | 1,03 / 100,00   |       | 0 / 630   |         |
| Votos Inválidos         | Votos Inválidos                                    | 1 211 216  | 3,67 / 100,00   | 0,48  |           |         |
| Total                   | Total                                              | 33 001 644 | 100,00 / 100,00 |       | 630 / 630 |         |
| Eleitorado/Participação | Eleitorado/Participação                            | 35 566 493 | 92,79 / 100,00  | 0,10  |           |         |
| Fonte                   | Fonte                                              | [ 2 ]      | [ 2 ]           | [ 2 ] | [ 2 ]     | [ 2 ]   |

### Senado
| Partido                 | Partido                                            | Votos      | %               | +/-   | Senadores | +/-     |
| ----------------------- | -------------------------------------------------- | ---------- | --------------- | ----- | --------- | ------- |
|                         | Democracia Cristã                                  | 10 972 114 | 38,34 / 100,00  | 1,87  | 135 / 315 | 6       |
|                         | PCI-PSIUP                                          | 8 585 601  | 30,00 / 100,00  | 4,76  | 101 / 315 | 17      |
|                         | Partido Socialista Unificado                       | 4 354 906  | 15,22 / 100,00  | 5,14  | 46 / 315  | 12      |
|                         | Partido Liberal Italiano                           | 1 943 795  | 6,79 / 100,00   | 0,65  | 16 / 315  | 2       |
|                         | Movimento Social Italiano                          | 1 304 847  | 4,56 / 100,00   | 0,75  | 11 / 315  | 3       |
|                         | Partido Republicano Italiano                       | 622 388    | 2,17 / 100,00   | 1,36  | 2 / 315   | 2       |
|                         | Partido Democrático Italiano de Unidade Monárquica | 312 702    | 1,09 / 100,00   | 0,47  | 2 / 315   | Estável |
|                         | MSI-PDIUM                                          | 292 349    | 1,02 / 100,00   | 0,25  | 0 / 315   | 1       |
|                         | Partido Popular Sul Tirolês                        | 131 071    | 0,46 / 100,00   | 0,05  | 2 / 315   | Estável |
|                         | Outros                                             | 96 248     | 0,34 / 100,00   |       | 0 / 315   |         |
| Votos Inválidos         | Votos Inválidos                                    | 1 636 900  | 5,41 / 100,00   | 0,55  |           |         |
| Total                   | Total                                              | 30 252 921 | 100,00 / 100,00 |       | 315 / 315 |         |
| Eleitorado/Participação | Eleitorado/Participação                            | 32 517 638 | 93,04 / 100,00  | 0,04  |           |         |
| Fonte                   | Fonte                                              | [ 3 ]      | [ 3 ]           | [ 3 ] | [ 3 ]     | [ 3 ]   |

## Resultados por Distrito Eleitoral

### Câmara dos Deputados
| Distrito Eleitoral | %    | D   | %    | D   | %    | D   | %    | D   | %     | D     | %   | D   | %   | D   | %     | D     | %    | D   | Mandatos | Votantes   |
| Distrito Eleitoral | DC   | DC  | PCI  | PCI | PSU  | PSU | PLI  | PLI | PSIUP | PSIUP | MSI | MSI | PRI | PRI | PDIUM | PDIUM | SVP  | SVP | Mandatos | Votantes   |
| ------------------ | ---- | --- | ---- | --- | ---- | --- | ---- | --- | ----- | ----- | --- | --- | --- | --- | ----- | ----- | ---- | --- | -------- | ---------- |
| Turim              | 33,2 | 11  | 28,5 | 10  | 16,2 | 5   | 10,3 | 3   | 5,0   | 2     | 2,5 | 1   | 1,2 | -   | 1,1   | -     | -    | -   | 32       | 2 071 818  |
| Cuneo              | 45,0 | 7   | 20,4 | 3   | 17,4 | 3   | 7,9  | 1   | 4,6   | 1     | 1,5 | -   | 2,2 | -   | 1,0   | -     | -    | -   | 15       | 874 181    |
| Génova             | 33,3 | 8   | 30,9 | 7   | 15,8 | 4   | 9,0  | 2   | 4,2   | 1     | 3,0 | -   | 1,6 | -   | 0,7   | -     | -    | -   | 22       | 1 282 349  |
| Milão              | 35,0 | 17  | 27,2 | 13  | 17,8 | 8   | 9,5  | 4   | 4,3   | 2     | 3,7 | 2   | 1,3 | 1   | 0,7   | -     | -    | -   | 47       | 2 793 125  |
| Como               | 47,8 | 9   | 16,7 | 3   | 18,3 | 3   | 7,0  | 1   | 6,1   | 1     | 2,6 | -   | 0,8 | -   | 0,7   | -     | -    | -   | 17       | 996 684    |
| Bréscia            | 55,4 | 12  | 14,4 | 3   | 13,4 | 3   | 6,0  | 1   | 6,2   | 1     | 3,2 | -   | 0,6 | -   | 0,8   | -     | -    | -   | 20       | 1 074 260  |
| Mântua             | 38,4 | 4   | 29,9 | 3   | 17,2 | 2   | 4,6  | -   | 5,3   | -     | 3,2 | -   | 0,8 | -   | 0,6   | -     | -    | -   | 9        | 498 420    |
| Trento             | 38,0 | 4   | 6,7  | 1   | 13,0 | 1   | 4,5  | -   | 2,6   | -     | 2,9 | -   | 0,8 | -   | 0,4   | -     | 30,0 | 3   | 9        | 510 757    |
| Verona             | 56,7 | 17  | 15,3 | 4   | 13,8 | 4   | 5,3  | 1   | 5,1   | 1     | 2,7 | 1   | 0,7 | -   | 0,5   | -     | -    | -   | 28       | 1 506 421  |
| Veneza             | 47,2 | 9   | 19,6 | 4   | 16,2 | 3   | 4,8  | 1   | 5,6   | 1     | 2,5 | -   | 1,0 | -   | 0,5   | -     | -    | -   | 18       | 906 531    |
| Údine              | 46,3 | 7   | 17,2 | 3   | 21,7 | 3   | 4,6  | 1   | 4,7   | 1     | 3,8 | -   | 1,0 | -   | 0,8   | -     | -    | -   | 15       | 746 336    |
| Bolonha            | 24,2 | 6   | 43,9 | 12  | 14,4 | 4   | 4,6  | 1   | 4,7   | 1     | 2,6 | -   | 4,9 | 1   | 0,3   | -     | -    | -   | 25       | 1 528 762  |
| Parma              | 30,0 | 6   | 42,4 | 9   | 14,4 | 3   | 4,7  | 1   | 5,2   | 1     | 2,2 | -   | 0,6 | -   | 0,5   | -     | -    | -   | 20       | 1 132 356  |
| Florença           | 30,2 | 5   | 43,8 | 8   | 13,1 | 2   | 4,7  | 1   | 4,1   | -     | 2,9 | -   | 0,9 | -   | 0,4   | -     | -    | -   | 16       | 950 553    |
| Pisa               | 33,3 | 5   | 34,9 | 6   | 15,0 | 2   | 3,5  | -   | 5,4   | 1     | 4,3 | 1   | 2,7 | -   | 0,5   | -     | -    | -   | 15       | 883 687    |
| Siena              | 28,0 | 3   | 45,7 | 5   | 12,7 | 1   | 2,9  | -   | 4,9   | -     | 3,3 | -   | 2,1 | -   | -     | -     | -    | -   | 9        | 551 643    |
| Ancona             | 39,4 | 7   | 32,2 | 6   | 12,9 | 2   | 3,6  | -   | 4,6   | 1     | 3,5 | -   | 3,2 | 1   | 0,4   | -     | -    | -   | 17       | 899 524    |
| Perúgia            | 31,6 | 4   | 39,3 | 5   | 12,7 | 2   | 2,7  | -   | 5,4   | 1     | 5,6 | 1   | 2,3 | -   | 0,5   | -     | -    | -   | 13       | 630 960    |
| Roma               | 34,4 | 17  | 27,7 | 13  | 12,9 | 6   | 7,7  | 4   | 3,1   | 1     | 8,3 | 4   | 2,4 | 1   | 2,0   | 1     | -    | -   | 47       | 2 658 674  |
| L'Aquila           | 48,7 | 8   | 25,4 | 4   | 11,6 | 2   | 3,1  | -   | 3,4   | -     | 5,0 | 1   | 1,8 | -   | 0,7   | -     | -    | -   | 15       | 708 702    |
| Campobasso         | 49,9 | 3   | 18,1 | 1   | 15,7 | 1   | 5,5  | -   | 2,5   | -     | 3,9 | -   | 1,3 | -   | -     | -     | -    | -   | 5        | 192 183    |
| Nápoles            | 37,3 | 15  | 26,2 | 10  | 12,1 | 5   | 4,2  | 1   | 3,3   | 1     | 7,1 | 3   | 2,4 | 1   | 5,3   | 2     | -    | -   | 38       | 1 753 663  |
| Benevento          | 43,3 | 10  | 17,8 | 4   | 15,3 | 3   | 5,0  | 1   | 4,3   | 1     | 6,9 | 1   | 2,3 | -   | 3,9   | 1     | -    | -   | 21       | 926 173    |
| Bari               | 43,8 | 11  | 29,4 | 7   | 13,0 | 3   | 2,9  | 1   | 2,8   | -     | 5,3 | 1   | 1,0 | -   | 1,6   | -     | -    | -   | 23       | 1 079 795  |
| Lecce              | 44,7 | 9   | 24,5 | 5   | 12,8 | 2   | 3,4  | 1   | 3,0   | -     | 8,3 | 2   | 1,9 | -   | 1,1   | -     | -    | -   | 19       | 872 268    |
| Potenza            | 48,8 | 5   | 26,1 | 2   | 14,2 | 1   | 3,1  | -   | 2,8   | -     | 3,4 | -   | 0,8 | -   | 0,8   | -     | -    | -   | 8        | 338 693    |
| Catanzaro          | 41,9 | 11  | 23,9 | 6   | 17,8 | 5   | 2,6  | 1   | 4,4   | 1     | 5,4 | 1   | 2,4 | 1   | 0,7   | -     | -    | -   | 26       | 1 024 263  |
| Catânia            | 40,4 | 13  | 22,2 | 7   | 11,0 | 3   | 6,7  | 2   | 5,2   | 1     | 7,1 | 2   | 3,9 | 1   | 2,1   | -     | -    | -   | 29       | 1 326 434  |
| Palermo            | 40,5 | 12  | 22,8 | 7   | 12,2 | 3   | 4,6  | 1   | 5,4   | 1     | 5,9 | 2   | 5,1 | 2   | 2,4   | 1     | -    | -   | 29       | 1 208 248  |
| Cagliari           | 42,9 | 8   | 23,7 | 5   | 10,7 | 2   | 4,4  | 1   | 5,4   | 1     | 4,0 | 1   | 2,0 | -   | 3,3   | 1     | -    | -   | 19       | 782 045    |
| Vale de Aosta      | 52,1 | 1   | -    | -   | -    | -   | -    | -   | -     | -     |     | -   | -   | -   | -     | -     | -    | -   | 1        | 69 615     |
| Trieste            | 34,5 | 2   | 24,1 | 1   | 11,8 | -   | 10,3 | -   | 2,6   | -     | 9,4 | -   | 2,2 | -   | 0,6   | -     | 1,3  | -   | 3        | 222 521    |
| Itália             | 39,1 | 266 | 26,9 | 177 | 14,5 | 91  | 5,8  | 31  | 4,5   | 23    | 4,5 | 24  | 2,0 | 9   | 1,3   | 6     | 0,5  | 3   | 630      | 33 001 644 |

#### Torino-Novara-Vercelli
| Partido                 | Partido                                            | Votos     | %               | +/-  | Deputados | +/-     |
| ----------------------- | -------------------------------------------------- | --------- | --------------- | ---- | --------- | ------- |
|                         | Democracia Cristã                                  | 654 726   | 33,16 / 100,00  | 0,50 | 11 / 32   | Estável |
|                         | Partido Comunista Italiano                         | 562 081   | 28,47 / 100,00  | 3,33 | 10 / 32   | 1       |
|                         | Partido Socialista Unificado                       | 319 120   | 16,16 / 100,00  | 8,08 | 5 / 32    | 3       |
|                         | Partido Liberal Italiano                           | 203 444   | 10,31 / 100,00  | 1,66 | 3 / 32    | 1       |
|                         | Partido Socialista Italiano de Unidade Proletária  | 98 482    | 4,99 / 100,00   | Novo | 2 / 32    | Novo    |
|                         | Movimento Social Italiano                          | 49 886    | 2,53 / 100,00   | 0,04 | 1 / 32    | Estável |
|                         | Social-democracia                                  | 35 652    | 1,81 / 100,00   | Novo | 0 / 32    | Novo    |
|                         | Partido Republicano Italiano                       | 24 535    | 1,24 / 100,00   | 0,58 | 0 / 32    | Estável |
|                         | Partido Democrático Italiano de Unidade Monárquica | 22 310    | 1,13 / 100,00   | 0,55 | 0 / 32    | Estável |
|                         | Outros                                             | 3 979     | 0,20 / 100,00   |      | 0 / 32    |         |
| Votos Inválidos         | Votos Inválidos                                    | 159 210   | 7,68 / 100,00   | 0,87 |           |         |
| Total                   | Total                                              | 2 071 818 | 100,00 / 100,00 |      | 32 / 32   | 1       |
| Eleitorado/Participação | Eleitorado/Participação                            | 2 172 594 | 95,36 / 100,00  | 0,33 |           |         |

#### Cuneo-Alessandria-Asti
| Partido                 | Partido                                            | Votos   | %               | +/-  | Deputados | +/-     |
| ----------------------- | -------------------------------------------------- | ------- | --------------- | ---- | --------- | ------- |
|                         | Democracia Cristã                                  | 375 072 | 45,00 / 100,00  | 1,65 | 7 / 15    | Estável |
|                         | Partido Comunista Italiano                         | 169 644 | 20,35 / 100,00  | 1,55 | 3 / 15    | Estável |
|                         | Partido Socialista Unificado                       | 144 681 | 17,36 / 100,00  | 4,19 | 3 / 15    | Estável |
|                         | Partido Liberal Italiano                           | 65 822  | 7,90 / 100,00   | 1,98 | 1 / 15    | Estável |
|                         | Partido Socialista Italiano de Unidade Proletária  | 38 537  | 4,62 / 100,00   | Novo | 1 / 15    | Novo    |
|                         | Partido Republicano Italiano                       | 18 697  | 2,24 / 100,00   | 0,07 | 0 / 15    | Estável |
|                         | Movimento Social Italiano                          | 12 533  | 1,50 / 100,00   | 0,20 | 0 / 15    | Estável |
|                         | Partido Democrático Italiano de Unidade Monárquica | 8 525   | 1,02 / 100,00   | 0,25 | 0 / 15    | Estável |
| Votos Inválidos         | Votos Inválidos                                    | 65 595  | 7,50 / 100,00   | 0,47 |           |         |
| Total                   | Total                                              | 874 181 | 100,00 / 100,00 |      | 15 / 15   | 1       |
| Eleitorado/Participação | Eleitorado/Participação                            | 915 513 | 95,49 / 100,00  | 0,24 |           |         |

#### Genova-Imperia-La Spezia-Savona
| Partido                 | Partido                                           | Votos     | %               | +/-  | Deputados | +/-     |
| ----------------------- | ------------------------------------------------- | --------- | --------------- | ---- | --------- | ------- |
|                         | Democracia Cristã                                 | 410 302   | 33,28 / 100,00  | 1,04 | 8 / 22    | Estável |
|                         | Partido Comunista Italiano                        | 381 346   | 30,93 / 100,00  | 2,51 | 7 / 22    | Estável |
|                         | Partido Socialista Unificado                      | 194 249   | 15,76 / 100,00  | 7,35 | 4 / 22    | 1       |
|                         | Partido Liberal Italiano                          | 111 022   | 9,01 / 100,00   | 0,58 | 2 / 22    | Estável |
|                         | Partido Socialista Italiano de Unidade Proletária | 51 264    | 4,16 / 100,00   | Novo | 1 / 22    | Novo    |
|                         | Movimento Social Italiano                         | 37 118    | 3,01 / 100,00   | 0,87 | 0 / 22    | Estável |
|                         | Partido Republicano Italiano                      | 19 511    | 1,58 / 100,00   | 0,45 | 0 / 22    | Estável |
|                         | Outros                                            | 27 996    | 2,28 / 100,00   |      | 0 / 22    |         |
| Votos Inválidos         | Votos Inválidos                                   | 79 278    | 6,18 / 100,00   | 0,81 |           |         |
| Total                   | Total                                             | 1 282 349 | 100,00 / 100,00 |      | 22 / 22   | 1       |
| Eleitorado/Participação | Eleitorado/Participação                           | 1 365 861 | 93,89 / 100,00  | 0,13 |           |         |

#### Milano-Pavia
| Partido                 | Partido                                           | Votos     | %               | +/-  | Deputados | +/-     |
| ----------------------- | ------------------------------------------------- | --------- | --------------- | ---- | --------- | ------- |
|                         | Democracia Cristã                                 | 946 254   | 34,98 / 100,00  | 3,06 | 17 / 47   | 2       |
|                         | Partido Comunista Italiano                        | 735 186   | 27,18 / 100,00  | 2,89 | 13 / 47   | 2       |
|                         | Partido Socialista Unificado                      | 480 336   | 17,76 / 100,00  | 7,41 | 8 / 47    | 4       |
|                         | Partido Liberal Italiano                          | 256 551   | 9,48 / 100,00   | 1,81 | 4 / 47    | 1       |
|                         | Partido Socialista Italiano de Unidade Proletária | 115 740   | 4,28 / 100,00   | Novo | 2 / 47    | Novo    |
|                         | Movimento Social Italiano                         | 99 666    | 3,68 / 100,00   | 0,62 | 2 / 47    | Estável |
|                         | Partido Republicano Italiano                      | 35 634    | 1,32 / 100,00   | 0,72 | 1 / 47    | 1       |
|                         | Outros                                            | 35 517    | 1,32 / 100,00   |      | 0 / 47    |         |
| Votos Inválidos         | Votos Inválidos                                   | 146 037   | 5,23 / 100,00   | 0,38 |           |         |
| Total                   | Total                                             | 2 793 125 | 100,00 / 100,00 |      | 47 / 47   | 2       |
| Eleitorado/Participação | Eleitorado/Participação                           | 2 894 929 | 96,48 / 100,00  | 0,34 |           |         |

#### Como-Sondrio-Varese
| Partido                 | Partido                                           | Votos     | %               | +/-  | Deputados | +/-     |
| ----------------------- | ------------------------------------------------- | --------- | --------------- | ---- | --------- | ------- |
|                         | Democracia Cristã                                 | 459 203   | 47,75 / 100,00  | 1,71 | 9 / 17    | Estável |
|                         | Partido Socialista Unificado                      | 175 527   | 18,25 / 100,00  | 9,12 | 3 / 17    | 2       |
|                         | Partido Comunista Italiano                        | 160 172   | 16,66 / 100,00  | 3,05 | 3 / 17    | 1       |
|                         | Partido Liberal Italiano                          | 66 950    | 6,96 / 100,00   | 1,41 | 1 / 17    | Estável |
|                         | Partido Socialista Italiano de Unidade Proletária | 58 864    | 6,12 / 100,00   | Novo | 1 / 17    | Novo    |
|                         | Movimento Social Italiano                         | 24 565    | 2,55 / 100,00   | 0,45 | 0 / 17    | Estável |
|                         | Outros                                            | 16 403    | 1,71 / 100,00   |      | 0 / 17    |         |
| Votos Inválidos         | Votos Inválidos                                   | 58 620    | 5,88 / 100,00   | 0,84 |           |         |
| Total                   | Total                                             | 996 684   | 100,00 / 100,00 |      | 17 / 17   |         |
| Eleitorado/Participação | Eleitorado/Participação                           | 1 036 243 | 96,18 / 100,00  | 0,57 |           |         |

#### Brescia-Bergamo
| Partido                 | Partido                                           | Votos     | %               | +/-  | Deputados | +/-     |
| ----------------------- | ------------------------------------------------- | --------- | --------------- | ---- | --------- | ------- |
|                         | Democracia Cristã                                 | 575 088   | 55,38 / 100,00  | 0,01 | 12 / 20   | Estável |
|                         | Partido Comunista Italiano                        | 149 600   | 14,41 / 100,00  | 2,20 | 3 / 20    | 1       |
|                         | Partido Socialista Unificado                      | 138 934   | 13,38 / 100,00  | 7,77 | 3 / 20    | 1       |
|                         | Partido Socialista Italiano de Unidade Proletária | 64 302    | 6,19 / 100,00   | Novo | 1 / 20    | Novo    |
|                         | Partido Liberal Italiano                          | 61 931    | 5,96 / 100,00   | 0,15 | 1 / 20    | Estável |
|                         | Movimento Social Italiano                         | 33 342    | 3,21 / 100,00   | 0,05 | 0 / 20    | Estável |
|                         | Outros                                            | 15 261    | 1,47 / 100,00   |      | 0 / 20    |         |
| Votos Inválidos         | Votos Inválidos                                   | 57 532    | 5,36 / 100,00   | 0,35 |           |         |
| Total                   | Total                                             | 1 074 260 | 100,00 / 100,00 |      | 20 / 20   | 1       |
| Eleitorado/Participação | Eleitorado/Participação                           | 1 120 773 | 95,85 / 100,00  | 1,13 |           |         |

#### Mantova-Cremona
| Partido                 | Partido                                           | Votos   | %               | +/-  | Deputados | +/-     |
| ----------------------- | ------------------------------------------------- | ------- | --------------- | ---- | --------- | ------- |
|                         | Democracia Cristã                                 | 185 309 | 38,44 / 100,00  | 0,22 | 4 / 9     | Estável |
|                         | Partido Comunista Italiano                        | 144 141 | 29,90 / 100,00  | 3,44 | 3 / 9     | Estável |
|                         | Partido Socialista Unificado                      | 82 783  | 17,17 / 100,00  | 7,92 | 2 / 9     | Estável |
|                         | Partido Socialista Italiano de Unidade Proletária | 25 541  | 5,30 / 100,00   | Novo | 0 / 9     | Novo    |
|                         | Partido Liberal Italiano                          | 22 171  | 4,60 / 100,00   | 0,63 | 0 / 9     | Estável |
|                         | Movimento Social Italiano                         | 15 526  | 3,22 / 100,00   | 0,16 | 0 / 9     | Estável |
|                         | Outros                                            | 6 655   | 1,38 / 100,00   |      | 0 / 9     |         |
| Votos Inválidos         | Votos Inválidos                                   | 26 928  | 5,40 / 100,00   | 0,36 |           |         |
| Total                   | Total                                             | 498 420 | 100,00 / 100,00 |      | 9 / 9     |         |
| Eleitorado/Participação | Eleitorado/Participação                           | 509 225 | 97,88 / 100,00  | 0,70 |           |         |

#### Trento-Bolzano
| Partido                 | Partido                                           | Votos   | %               | +/-  | Deputados | +/-     |
| ----------------------- | ------------------------------------------------- | ------- | --------------- | ---- | --------- | ------- |
|                         | Democracia Cristã                                 | 188 829 | 38,01 / 100,00  | 1,45 | 4 / 9     | 1       |
|                         | Partido Popular Sul Tirolês                       | 149 118 | 30,02 / 100,00  | 2,17 | 3 / 9     | Estável |
|                         | Partido Socialista Unificado                      | 64 345  | 12,95 / 100,00  | 5,20 | 1 / 9     | Estável |
|                         | Partido Comunista Italiano                        | 33 476  | 6,74 / 100,00   | 0,95 | 1 / 9     | Estável |
|                         | Partido Liberal Italiano                          | 22 142  | 4,46 / 100,00   | 0,43 | 0 / 9     | Estável |
|                         | Movimento Social Italiano                         | 14 394  | 2,90 / 100,00   | 0,40 | 0 / 9     | Estável |
|                         | Partido Socialista Italiano de Unidade Proletária | 12 476  | 2,57 / 100,00   | Novo | 0 / 9     | Novo    |
|                         | Partido Social-Democrata do Tirol do Sul          | 5 740   | 1,16 / 100,00   | Novo | 0 / 9     | Novo    |
|                         | Outros                                            | 5 945   | 1,20 / 100,00   |      | 0 / 9     |         |
| Votos Inválidos         | Votos Inválidos                                   | 23 693  | 4,64 / 100,00   | 0,25 |           |         |
| Total                   | Total                                             | 510 757 | 100,00 / 100,00 |      | 9 / 9     | 1       |
| Eleitorado/Participação | Eleitorado/Participação                           | 537 901 | 94,95 / 100,00  | 2,07 |           |         |

#### Verona-Padova-Vicenza-Rovigo
| Partido                 | Partido                                           | Votos     | %               | +/-  | Deputados | +/-     |
| ----------------------- | ------------------------------------------------- | --------- | --------------- | ---- | --------- | ------- |
|                         | Democracia Cristã                                 | 829 959   | 56,74 / 100,00  | 0,81 | 17 / 28   | Estável |
|                         | Partido Comunista Italiano                        | 222 979   | 15,25 / 100,00  | 1,77 | 4 / 28    | Estável |
|                         | Partido Socialista Unificado                      | 201 132   | 13,75 / 100,00  | 6,53 | 4 / 28    | 1       |
|                         | Partido Liberal Italiano                          | 78 033    | 5,34 / 100,00   | 0,52 | 1 / 28    | 1       |
|                         | Partido Socialista Italiano de Unidade Proletária | 74 589    | 5,10 / 100,00   | Novo | 1 / 28    | Novo    |
|                         | Movimento Social Italiano                         | 38 757    | 2,65 / 100,00   | 0,38 | 1 / 28    | Estável |
|                         | Outros                                            | 17 171    | 1,18 / 100,00   |      | 0 / 28    |         |
| Votos Inválidos         | Votos Inválidos                                   | 71 912    | 4,77 / 100,00   | 0,08 |           |         |
| Total                   | Total                                             | 1 506 421 | 100,00 / 100,00 |      | 28 / 28   | 1       |
| Eleitorado/Participação | Eleitorado/Participação                           | 1 555 635 | 96,84 / 100,00  | 0,89 |           |         |

#### Venezia-Treviso
| Partido                 | Partido                                           | Votos   | %               | +/-  | Deputados | +/-     |
| ----------------------- | ------------------------------------------------- | ------- | --------------- | ---- | --------- | ------- |
|                         | Democracia Cristã                                 | 413 574 | 47,15 / 100,00  | 0,27 | 9 / 18    | Estável |
|                         | Partido Comunista Italiano                        | 172 011 | 19,61 / 100,00  | 2,13 | 4 / 18    | 1       |
|                         | Partido Socialista Unificado                      | 142 194 | 16,21 / 100,00  | 9,15 | 3 / 18    | 1       |
|                         | Partido Socialista Italiano de Unidade Proletária | 49 068  | 5,59 / 100,00   | Novo | 1 / 18    | Novo    |
|                         | Partido Liberal Italiano                          | 42 110  | 4,80 / 100,00   | 0,08 | 1 / 18    | Estável |
|                         | Movimento Social Italiano                         | 21 836  | 2,49 / 100,00   | 0,48 | 0 / 18    | Estável |
|                         | Social-democracia                                 | 11 716  | 1,34 / 100,00   | Novo | 0 / 18    | Novo    |
|                         | Partido Autónomo dos Pensionistas de Itália       | 10 571  | 1,21 / 100,00   | 0,77 | 0 / 18    | Estável |
|                         | Partido Republicano Italiano                      | 9 014   | 1,03 / 100,00   | 0,35 | 0 / 18    | Estável |
|                         | Outros                                            | 5 181   | 0,59 / 100,00   |      | 0 / 18    |         |
| Votos Inválidos         | Votos Inválidos                                   | 45 537  | 5,02 / 100,00   | 0,17 |           |         |
| Total                   | Total                                             | 906 531 | 100,00 / 100,00 |      | 18 / 18   | 1       |
| Eleitorado/Participação | Eleitorado/Participação                           | 950 968 | 95,33 / 100,00  | 0,99 |           |         |

#### Udine-Belluno-Gorizia
| Partido                 | Partido                                           | Votos   | %               | +/-  | Deputados | +/-     |
| ----------------------- | ------------------------------------------------- | ------- | --------------- | ---- | --------- | ------- |
|                         | Democracia Cristã                                 | 334 186 | 46,33 / 100,00  | 1,05 | 7 / 15    | Estável |
|                         | Partido Socialista Unificado                      | 156 380 | 21,68 / 100,00  | 5,32 | 3 / 15    | 1       |
|                         | Partido Comunista Italiano                        | 123 725 | 17,15 / 100,00  | 1,71 | 3 / 15    | 1       |
|                         | Partido Socialista Italiano de Unidade Proletária | 33 979  | 4,71 / 100,00   | Novo | 1 / 15    | Novo    |
|                         | Partido Liberal Italiano                          | 32 802  | 4,55 / 100,00   | 0,05 | 1 / 15    | Estável |
|                         | Movimento Social Italiano                         | 27 261  | 3,78 / 100,00   | 0,29 | 0 / 15    | Estável |
|                         | Partido Republicano Italiano                      | 7 181   | 1,00 / 100,00   | 0,39 | 0 / 15    | Estável |
|                         | Outros                                            | 5 750   | 0,80 / 100,00   |      | 0 / 15    |         |
| Votos Inválidos         | Votos Inválidos                                   | 38 325  | 5,14 / 100,00   | 0,42 |           |         |
| Total                   | Total                                             | 746 336 | 100,00 / 100,00 |      | 15 / 15   | 1       |
| Eleitorado/Participação | Eleitorado/Participação                           | 825 143 | 90,45 / 100,00  | 1,04 |           |         |

#### Bologna-Ferrara-Ravenna-Forli
| Partido                 | Partido                                           | Votos     | %               | +/-  | Deputados | +/-     |
| ----------------------- | ------------------------------------------------- | --------- | --------------- | ---- | --------- | ------- |
|                         | Partido Comunista Italiano                        | 651 187   | 43,92 / 100,00  | 2,06 | 12 / 25   | Estável |
|                         | Democracia Cristã                                 | 359 091   | 24,22 / 100,00  | 0,77 | 6 / 25    | Estável |
|                         | Partido Socialista Unificado                      | 213 962   | 14,43 / 100,00  | 5,74 | 4 / 25    | 2       |
|                         | Partido Republicano Italiano                      | 72 640    | 4,90 / 100,00   | 0,03 | 1 / 25    | Estável |
|                         | Partido Socialista Italiano de Unidade Proletária | 70 325    | 4,74 / 100,00   | Novo | 1 / 25    | Novo    |
|                         | Partido Liberal Italiano                          | 68 230    | 4,60 / 100,00   | 1,07 | 1 / 25    | Estável |
|                         | Movimento Social Italiano                         | 38 007    | 2,56 / 100,00   | 0,65 | 0 / 25    | 1       |
|                         | Outros                                            | 9 224     | 0,63 / 100,00   |      | 0 / 25    |         |
| Votos Inválidos         | Votos Inválidos                                   | 74 837    | 4,90 / 100,00   | 0,38 |           |         |
| Total                   | Total                                             | 1 528 762 | 100,00 / 100,00 |      | 25 / 25   | 2       |
| Eleitorado/Participação | Eleitorado/Participação                           | 1 567 780 | 97,51 / 100,00  | 0,36 |           |         |

#### Parma-Modena-Piacenza-Reggio nell'Emilia
| Partido                 | Partido                                           | Votos     | %               | +/-  | Deputados | +/-     |
| ----------------------- | ------------------------------------------------- | --------- | --------------- | ---- | --------- | ------- |
|                         | Partido Comunista Italiano                        | 463 790   | 42,37 / 100,00  | 3,21 | 9 / 20    | 1       |
|                         | Democracia Cristã                                 | 328 453   | 30,00 / 100,00  | 0,48 | 6 / 20    | Estável |
|                         | Partido Socialista Unificado                      | 157 072   | 14,35 / 100,00  | 7,42 | 3 / 20    | 1       |
|                         | Partido Socialista Italiano de Unidade Proletária | 57 230    | 5,23 / 100,00   | Novo | 1 / 20    | Novo    |
|                         | Partido Liberal Italiano                          | 51 671    | 4,72 / 100,00   | 0,84 | 1 / 20    | Estável |
|                         | Movimento Social Italiano                         | 24 572    | 2,24 / 100,00   | 0,40 | 0 / 20    | Estável |
|                         | Outros                                            | 11 879    | 1,09 / 100,00   |      | 0 / 20    |         |
| Votos Inválidos         | Votos Inválidos                                   | 61 996    | 5,47 / 100,00   | 0,17 |           |         |
| Total                   | Total                                             | 1 132 356 | 100,00 / 100,00 |      | 20 / 20   | 1       |
| Eleitorado/Participação | Eleitorado/Participação                           | 1 175 187 | 96,36 / 100,00  | 0,69 |           |         |

#### Firenze-Pistoia
| Partido                 | Partido                                           | Votos   | %               | +/-  | Deputados | +/-     |
| ----------------------- | ------------------------------------------------- | ------- | --------------- | ---- | --------- | ------- |
|                         | Partido Comunista Italiano                        | 398 417 | 43,83 / 100,00  | 1,93 | 8 / 16    | 1       |
|                         | Democracia Cristã                                 | 274 586 | 30,20 / 100,00  | 1,41 | 5 / 16    | Estável |
|                         | Partido Socialista Unificado                      | 118 848 | 13,07 / 100,00  | 5,26 | 2 / 16    | 1       |
|                         | Partido Liberal Italiano                          | 43 077  | 4,74 / 100,00   | 1,21 | 1 / 16    | Estável |
|                         | Partido Socialista Italiano de Unidade Proletária | 37 032  | 4,07 / 100,00   | Novo | 0 / 16    | Novo    |
|                         | Movimento Social Italiano                         | 25 888  | 2,85 / 100,00   | 0,79 | 0 / 16    | Estável |
|                         | Outros                                            | 11 232  | 1,23 / 100,00   |      | 0 / 16    |         |
| Votos Inválidos         | Votos Inválidos                                   | 62 696  | 6,60 / 100,00   | 1,23 |           |         |
| Total                   | Total                                             | 950 553 | 100,00 / 100,00 |      | 16 / 16   |         |
| Eleitorado/Participação | Eleitorado/Participação                           | 979 641 | 97,03 / 100,00  | 0,16 |           |         |

#### Pisa-Livorno-Lucca-Massa e Carrara
| Partido                 | Partido                                           | Votos   | %               | +/-  | Deputados | +/-     |
| ----------------------- | ------------------------------------------------- | ------- | --------------- | ---- | --------- | ------- |
|                         | Partido Comunista Italiano                        | 296 343 | 34,93 / 100,00  | 2,98 | 6 / 15    | 1       |
|                         | Democracia Cristã                                 | 282 333 | 33,28 / 100,00  | 0,17 | 5 / 15    | Estável |
|                         | Partido Socialista Unificado                      | 127 295 | 15,00 / 100,00  | 7,76 | 2 / 15    | 2       |
|                         | Partido Socialista Italiano de Unidade Proletária | 46 101  | 5,43 / 100,00   | Novo | 1 / 15    | Novo    |
|                         | Movimento Social Italiano                         | 36 646  | 4,32 / 100,00   | 0,17 | 1 / 15    | 1       |
|                         | Partido Liberal Italiano                          | 29 978  | 3,53 / 100,00   | 0,70 | 0 / 15    | Estável |
|                         | Partido Republicano Italiano                      | 22 447  | 2,65 / 100,00   | 0,24 | 0 / 15    | 1       |
|                         | Outros                                            | 7 270   | 0,86 / 100,00   |      | 0 / 15    |         |
| Votos Inválidos         | Votos Inválidos                                   | 57 356  | 6,49 / 100,00   | 1,02 |           |         |
| Total                   | Total                                             | 883 687 | 100,00 / 100,00 |      | 15 / 15   |         |
| Eleitorado/Participação | Eleitorado/Participação                           | 924 456 | 95,59 / 100,00  | 0,30 |           |         |

#### Siena-Arezzo-Grosseto
| Partido                 | Partido                                           | Votos   | %               | +/-  | Deputados | +/-     |
| ----------------------- | ------------------------------------------------- | ------- | --------------- | ---- | --------- | ------- |
|                         | Partido Comunista Italiano                        | 244 275 | 45,73 / 100,00  | 2,44 | 5 / 9     | Estável |
|                         | Democracia Cristã                                 | 149 412 | 27,97 / 100,00  | 0,69 | 3 / 9     | Estável |
|                         | Partido Socialista Unificado                      | 67 755  | 12,68 / 100,00  | 5,78 | 1 / 9     | 1       |
|                         | Partido Socialista Italiano de Unidade Proletária | 26 235  | 4,91 / 100,00   | Novo | 0 / 9     | Novo    |
|                         | Movimento Social Italiano                         | 17 698  | 3,31 / 100,00   | 0,41 | 0 / 9     | Estável |
|                         | Partido Liberal Italiano                          | 15 474  | 2,90 / 100,00   | 0,45 | 0 / 9     | Estável |
|                         | Partido Republicano Italiano                      | 11 147  | 2,09 / 100,00   | 0,24 | 0 / 9     | Estável |
|                         | Outros                                            | 2 192   | 0,41 / 100,00   |      | 0 / 9     |         |
| Votos Inválidos         | Votos Inválidos                                   | 28 258  | 5,12 / 100,00   | 0,29 |           |         |
| Total                   | Total                                             | 551 643 | 100,00 / 100,00 |      | 9 / 9     | 1       |
| Eleitorado/Participação | Eleitorado/Participação                           | 568 354 | 97,06 / 100,00  | 0,38 |           |         |

#### Ancona-Pesaro-Macerata-Ascoli Piceno
| Partido                 | Partido                                           | Votos   | %               | +/-  | Deputados | +/-     |
| ----------------------- | ------------------------------------------------- | ------- | --------------- | ---- | --------- | ------- |
|                         | Democracia Cristã                                 | 341 115 | 39,37 / 100,00  | 1,03 | 7 / 17    | Estável |
|                         | Partido Comunista Italiano                        | 279 205 | 32,23 / 100,00  | 2,23 | 6 / 17    | Estável |
|                         | Partido Socialista Unificado                      | 111 634 | 12,89 / 100,00  | 7,00 | 2 / 17    | 1       |
|                         | Partido Socialista Italiano de Unidade Proletária | 40 163  | 4,64 / 100,00   | Novo | 1 / 17    | Novo    |
|                         | Partido Liberal Italiano                          | 30 961  | 3,57 / 100,00   | 0,44 | 0 / 17    | 1       |
|                         | Movimento Social Italiano                         | 29 847  | 3,45 / 100,00   | 1,07 | 0 / 17    | 1       |
|                         | Partido Republicano Italiano                      | 27 475  | 3,17 / 100,00   | 0,45 | 1 / 17    | Estável |
|                         | Outros                                            | 5 983   | 0,69 / 100,00   |      | 0 / 17    |         |
| Votos Inválidos         | Votos Inválidos                                   | 54 199  | 6,03 / 100,00   | 0,96 |           |         |
| Total                   | Total                                             | 899 524 | 100,00 / 100,00 |      | 17 / 17   | 2       |
| Eleitorado/Participação | Eleitorado/Participação                           | 949 622 | 94,72 / 100,00  | 0,52 |           |         |

#### Perugia-Terni-Rieti
| Partido                 | Partido                                           | Votos   | %               | +/-  | Deputados | +/-     |
| ----------------------- | ------------------------------------------------- | ------- | --------------- | ---- | --------- | ------- |
|                         | Partido Comunista Italiano                        | 238 646 | 39,25 / 100,00  | 3,23 | 5 / 13    | Estável |
|                         | Democracia Cristã                                 | 192 252 | 31,62 / 100,00  | 0,29 | 4 / 13    | Estável |
|                         | Partido Socialista Unificado                      | 77 291  | 12,71 / 100,00  | 6,74 | 2 / 13    | Estável |
|                         | Movimento Social Italiano                         | 34 220  | 5,63 / 100,00   | 0,86 | 1 / 13    | Estável |
|                         | Partido Socialista Italiano de Unidade Proletária | 32 537  | 5,35 / 100,00   | Novo | 1 / 13    | Novo    |
|                         | Partido Liberal Italiano                          | 16 223  | 2,67 / 100,00   | 0,79 | 0 / 13    | Estável |
|                         | Partido Republicano Italiano                      | 13 961  | 2,30 / 100,00   | 0,38 | 0 / 13    | Estável |
|                         | Outros                                            | 2 863   | 0,47 / 100,00   |      | 0 / 13    |         |
| Votos Inválidos         | Votos Inválidos                                   | 34 687  | 5,50 / 100,00   | 0,22 |           |         |
| Total                   | Total                                             | 630 960 | 100,00 / 100,00 |      | 13 / 13   | 1       |
| Eleitorado/Participação | Eleitorado/Participação                           | 666 457 | 94,67 / 100,00  | 0,73 |           |         |

#### Roma-Viterbo-Latina-Frosinone
| Partido                 | Partido                                            | Votos     | %               | +/-  | Deputados | +/-     |
| ----------------------- | -------------------------------------------------- | --------- | --------------- | ---- | --------- | ------- |
|                         | Democracia Cristã                                  | 888 245   | 34,43 / 100,00  | 1,19 | 17 / 47   | 1       |
|                         | Partido Comunista Italiano                         | 713 319   | 27,65 / 100,00  | 2,02 | 13 / 47   | 1       |
|                         | Partido Socialista Unificado                       | 333 444   | 12,93 / 100,00  | 4,78 | 6 / 47    | 3       |
|                         | Movimento Social Italiano                          | 213 177   | 8,26 / 100,00   | 1,83 | 4 / 47    | 1       |
|                         | Partido Liberal Italiano                           | 198 194   | 7,68 / 100,00   | 0,70 | 4 / 47    | Estável |
|                         | Partido Socialista Italiano de Unidade Proletária  | 80 992    | 3,14 / 100,00   | Novo | 1 / 47    | Novo    |
|                         | Partido Republicano Italiano                       | 62 768    | 2,43 / 100,00   | 0,62 | 1 / 47    | Estável |
|                         | Partido Democrático Italiano de Unidade Monárquica | 50 454    | 1,96 / 100,00   | 0,06 | 1 / 47    | Estável |
|                         | Outros                                             | 38 969    | 1,51 / 100,00   |      | 0 / 47    |         |
| Votos Inválidos         | Votos Inválidos                                    | 119 162   | 4,48 / 100,00   | 0,87 |           |         |
| Total                   | Total                                              | 2 658 674 | 100,00 / 100,00 |      | 47 / 47   | 1       |
| Eleitorado/Participação | Eleitorado/Participação                            | 2 831 502 | 93,90 / 100,00  | 0,25 |           |         |

#### L'Aquila-Pescara-Chieti-Teramo
| Partido                 | Partido                                           | Votos   | %               | +/-  | Deputados | +/-     |
| ----------------------- | ------------------------------------------------- | ------- | --------------- | ---- | --------- | ------- |
|                         | Democracia Cristã                                 | 333 828 | 48,70 / 100,00  | 3,26 | 8 / 15    | 1       |
|                         | Partido Comunista Italiano                        | 174 403 | 25,44 / 100,00  | 1,00 | 4 / 15    | Estável |
|                         | Partido Socialista Unificado                      | 79 168  | 11,55 / 100,00  | 5,45 | 2 / 15    | 1       |
|                         | Movimento Social Italiano                         | 34 223  | 4,99 / 100,00   | 0,43 | 1 / 15    | Estável |
|                         | Partido Socialista Italiano de Unidade Proletária | 23 416  | 3,42 / 100,00   | Novo | 0 / 15    | Novo    |
|                         | Partido Liberal Italiano                          | 20 955  | 3,06 / 100,00   | 1,36 | 0 / 15    | 1       |
|                         | Partido Republicano Italiano                      | 12 639  | 1,84 / 100,00   | 0,81 | 0 / 15    | Estável |
|                         | Outros                                            | 6 840   | 1,00 / 100,00   |      | 0 / 15    |         |
| Votos Inválidos         | Votos Inválidos                                   | 33 186  | 4,68 / 100,00   | 0,13 |           |         |
| Total                   | Total                                             | 708 702 | 100,00 / 100,00 |      | 15 / 15   | 1       |
| Eleitorado/Participação | Eleitorado/Participação                           | 821 596 | 86,26 / 100,00  | 0,27 |           |         |

#### Campobasso
| Partido                 | Partido                                           | Votos   | %               | +/-  | Deputados | +/-     |
| ----------------------- | ------------------------------------------------- | ------- | --------------- | ---- | --------- | ------- |
|                         | Democracia Cristã                                 | 91 165  | 49,94 / 100,00  | 1,50 | 3 / 5     | Estável |
|                         | Partido Comunista Italiano                        | 33 005  | 18,08 / 100,00  | 1,61 | 1 / 5     | Estável |
|                         | Partido Socialista Unificado                      | 28 635  | 15,69 / 100,00  | 1,98 | 1 / 5     | 1       |
|                         | Partido Liberal Italiano                          | 9 945   | 5,45 / 100,00   | 4,27 | 0 / 5     | Estável |
|                         | Movimento Social Italiano                         | 7 190   | 3,94 / 100,00   | 0,70 | 0 / 5     | Estável |
|                         | Partido Socialista Italiano de Unidade Proletária | 4 511   | 2,47 / 100,00   | Novo | 0 / 5     | Novo    |
|                         | Nova República                                    | 3 155   | 1,73 / 100,00   | Novo | 0 / 5     | Novo    |
|                         | Partido Republicano Italiano                      | 2 363   | 1,29 / 100,00   | 0,31 | 0 / 5     | Estável |
|                         | Partido dos Agricultores                          | 2 061   | 1,13 / 100,00   | Novo | 0 / 5     | Novo    |
|                         | Outros                                            | 524     | 0,29 / 100,00   |      | 0 / 5     |         |
| Votos Inválidos         | Votos Inválidos                                   | 12 563  | 6,54 / 100,00   | 0,14 |           |         |
| Total                   | Total                                             | 192 183 | 100,00 / 100,00 |      | 5 / 5     | 1       |
| Eleitorado/Participação | Eleitorado/Participação                           | 234 246 | 82,04 / 100,00  | 2,57 |           |         |

#### Napoli-Caserta
| Partido                 | Partido                                            | Votos     | %               | +/-  | Deputados | +/-     |
| ----------------------- | -------------------------------------------------- | --------- | --------------- | ---- | --------- | ------- |
|                         | Democracia Cristã                                  | 633 444   | 37,29 / 100,00  | 0,85 | 15 / 38   | Estável |
|                         | Partido Comunista Italiano                         | 444 574   | 26,17 / 100,00  | 1,57 | 10 / 38   | Estável |
|                         | Partido Socialista Unificado                       | 205 757   | 12,11 / 100,00  | 4,57 | 5 / 38    | 1       |
|                         | Movimento Social Italiano                          | 120 201   | 7,08 / 100,00   | 0,99 | 3 / 38    | 1       |
|                         | Partido Democrático Italiano de Unidade Monárquica | 90 316    | 5,32 / 100,00   | 1,18 | 2 / 38    | 1       |
|                         | Partido Liberal Italiano                           | 70 956    | 4,18 / 100,00   | 2,48 | 1 / 38    | 1       |
|                         | Partido Socialista Italiano de Unidade Proletária  | 56 060    | 3,30 / 100,00   | Novo | 1 / 38    | Novo    |
|                         | Partido Republicano Italiano                       | 40 217    | 2,37 / 100,00   | 1,70 | 1 / 38    | 1       |
|                         | Outros                                             | 37 114    | 2,20 / 100,00   |      | 0 / 38    |         |
| Votos Inválidos         | Votos Inválidos                                    | 78 147    | 4,46 / 100,00   | 0,40 |           |         |
| Total                   | Total                                              | 1 753 663 | 100,00 / 100,00 |      | 38 / 38   |         |
| Eleitorado/Participação | Eleitorado/Participação                            | 1 935 453 | 90,61 / 100,00  | 1,03 |           |         |

#### Benevento-Avellino-Salerno
| Partido                 | Partido                                            | Votos     | %               | +/-  | Deputados | +/-     |
| ----------------------- | -------------------------------------------------- | --------- | --------------- | ---- | --------- | ------- |
|                         | Democracia Cristã                                  | 386 306   | 43,29 / 100,00  | 0,88 | 10 / 21   | Estável |
|                         | Partido Comunista Italiano                         | 159 152   | 17,83 / 100,00  | 0,30 | 4 / 21    | Estável |
|                         | Partido Socialista Unificado                       | 136 417   | 15,29 / 100,00  | 2,53 | 3 / 21    | 1       |
|                         | Movimento Social Italiano                          | 61 444    | 6,89 / 100,00   | 0,31 | 1 / 21    | Estável |
|                         | Partido Liberal Italiano                           | 44 965    | 5,04 / 100,00   | 1,69 | 1 / 21    | Estável |
|                         | Partido Socialista Italiano de Unidade Proletária  | 38 277    | 4,29 / 100,00   | Novo | 1 / 21    | Novo    |
|                         | Partido Democrático Italiano de Unidade Monárquica | 35 113    | 3,93 / 100,00   | 1,87 | 1 / 21    | Estável |
|                         | Partido Republicano Italiano                       | 20 741    | 2,32 / 100,00   | 0,84 | 0 / 21    | Estável |
|                         | Outros                                             | 10 007    | 1,12 / 100,00   |      | 0 / 21    |         |
| Votos Inválidos         | Votos Inválidos                                    | 45 717    | 4,94 / 100,00   | 0,40 |           |         |
| Total                   | Total                                              | 926 173   | 100,00 / 100,00 |      | 21 / 21   |         |
| Eleitorado/Participação | Eleitorado/Participação                            | 1 090 175 | 84,96 / 100,00  | 0,82 |           |         |

#### Bari-Foggia
| Partido                 | Partido                                            | Votos     | %               | +/-  | Deputados | +/-     |
| ----------------------- | -------------------------------------------------- | --------- | --------------- | ---- | --------- | ------- |
|                         | Democracia Cristã                                  | 458 900   | 43,80 / 100,00  | 2,90 | 11 / 23   | 1       |
|                         | Partido Comunista Italiano                         | 307 908   | 29,39 / 100,00  | 0,01 | 7 / 23    | Estável |
|                         | Partido Socialista Unificado                       | 135 634   | 12,95 / 100,00  | 1,33 | 3 / 23    | 4       |
|                         | Movimento Social Italiano                          | 55 665    | 5,31 / 100,00   | 1,75 | 1 / 23    | Estável |
|                         | Partido Liberal Italiano                           | 30 497    | 2,91 / 100,00   | 0,58 | 1 / 23    | Estável |
|                         | Partido Socialista Italiano de Unidade Proletária  | 29 620    | 2,83 / 100,00   | Novo | 0 / 23    | Novo    |
|                         | Partido Democrático Italiano de Unidade Monárquica | 16 400    | 1,57 / 100,00   | 0,73 | 0 / 23    | Estável |
|                         | Outros                                             | 12 978    | 1,24 / 100,00   |      | 0 / 23    |         |
| Votos Inválidos         | Votos Inválidos                                    | 46 129    | 4,27 / 100,00   | 0,55 |           |         |
| Total                   | Total                                              | 1 079 795 | 100,00 / 100,00 |      | 23 / 23   |         |
| Eleitorado/Participação | Eleitorado/Participação                            | 1 181 956 | 91,36 / 100,00  | 0,32 |           |         |

#### Lecce-Brindisi-Taranto
| Partido                 | Partido                                            | Votos   | %               | +/-  | Deputados | +/-     |
| ----------------------- | -------------------------------------------------- | ------- | --------------- | ---- | --------- | ------- |
|                         | Democracia Cristã                                  | 377 374 | 44,72 / 100,00  | 1,42 | 9 / 19    | Estável |
|                         | Partido Comunista Italiano                         | 206 587 | 24,48 / 100,00  | 2,21 | 5 / 19    | 1       |
|                         | Partido Socialista Unificado                       | 107 739 | 12,77 / 100,00  | 1,65 | 2 / 19    | Estável |
|                         | Movimento Social Italiano                          | 69 724  | 8,26 / 100,00   | 1,11 | 2 / 19    | Estável |
|                         | Partido Liberal Italiano                           | 28 633  | 3,39 / 100,00   | 0,37 | 1 / 19    | Estável |
|                         | Partido Socialista Italiano de Unidade Proletária  | 25 072  | 2,97 / 100,00   | Novo | 0 / 19    | Novo    |
|                         | Partido Republicano Italiano                       | 16 373  | 1,94 / 100,00   | 0,98 | 0 / 19    |         |
|                         | Partido Democrático Italiano de Unidade Monárquica | 8 964   | 1,06 / 100,00   | 0,48 | 0 / 19    |         |
|                         | Outros                                             | 3 422   | 0,41 / 100,00   |      | 0 / 19    |         |
| Votos Inválidos         | Votos Inválidos                                    | 39 669  | 4,55 / 100,00   | 0,32 |           |         |
| Total                   | Total                                              | 872 268 | 100,00 / 100,00 |      | 19 / 19   | 1       |
| Eleitorado/Participação | Eleitorado/Participação                            | 954 493 | 91,39 / 100,00  | 0,45 |           |         |

#### Potenza-Matera
| Partido                 | Partido                                           | Votos   | %               | +/-  | Deputados | +/-     |
| ----------------------- | ------------------------------------------------- | ------- | --------------- | ---- | --------- | ------- |
|                         | Democracia Cristã                                 | 158 071 | 48,84 / 100,00  | 6,30 | 5 / 8     | 1       |
|                         | Partido Comunista Italiano                        | 84 480  | 26,10 / 100,00  | 2,82 | 2 / 8     | 1       |
|                         | Partido Socialista Unificado                      | 45 979  | 14,21 / 100,00  | 1,89 | 1 / 8     | Estável |
|                         | Movimento Social Italiano                         | 10 886  | 3,36 / 100,00   | 2,12 | 0 / 8     | Estável |
|                         | Partido Liberal Italiano                          | 9 907   | 3,06 / 100,00   | 1,23 | 0 / 8     | Estável |
|                         | Partido Socialista Italiano de Unidade Proletária | 9 180   | 2,84 / 100,00   | Novo | 0 / 8     | Novo    |
|                         | Outros                                            | 5 131   | 1,59 / 100,00   |      | 0 / 8     |         |
| Votos Inválidos         | Votos Inválidos                                   | 19 681  | 5,81 / 100,00   | 0,20 |           |         |
| Total                   | Total                                             | 338 693 | 100,00 / 100,00 |      | 8 / 8     |         |
| Eleitorado/Participação | Eleitorado/Participação                           | 385 244 | 87,92 / 100,00  | 0,53 |           |         |

#### Catanzaro-Cosenza-Reggio di Calabria
| Partido                 | Partido                                           | Votos     | %               | +/-  | Deputados | +/-     |
| ----------------------- | ------------------------------------------------- | --------- | --------------- | ---- | --------- | ------- |
|                         | Democracia Cristã                                 | 410 367   | 41,93 / 100,00  | 2,02 | 11 / 26   | 1       |
|                         | Partido Comunista Italiano                        | 233 419   | 23,85 / 100,00  | 2,41 | 6 / 26    | 1       |
|                         | Partido Socialista Unificado                      | 174 548   | 17,83 / 100,00  | 1,81 | 5 / 26    | 1       |
|                         | Movimento Social Italiano                         | 53 152    | 5,43 / 100,00   | 1,48 | 1 / 26    | 1       |
|                         | Partido Socialista Italiano de Unidade Proletária | 43 157    | 4,41 / 100,00   | Novo | 1 / 26    | Novo    |
|                         | Partido Liberal Italiano                          | 25 743    | 2,63 / 100,00   | 0,85 | 1 / 26    | Estável |
|                         | Partido Republicano Italiano                      | 23 915    | 2,44 / 100,00   | 1,05 | 1 / 26    | 1       |
|                         | Outros                                            | 14 420    | 1,47 / 100,00   |      | 0 / 26    |         |
| Votos Inválidos         | Votos Inválidos                                   | 63 415    | 6,19 / 100,00   | 0,56 |           |         |
| Total                   | Total                                             | 1 024 263 | 100,00 / 100,00 |      | 26 / 26   |         |
| Eleitorado/Participação | Eleitorado/Participação                           | 1 214 636 | 84,33 / 100,00  | 0,80 |           |         |

#### Catania-Messina-Siracusa-Ragusa-Enna
| Partido                 | Partido                                            | Votos     | %               | +/-  | Deputados | +/-     |
| ----------------------- | -------------------------------------------------- | --------- | --------------- | ---- | --------- | ------- |
|                         | Democracia Cristã                                  | 509 634   | 40,36 / 100,00  | 0,98 | 13 / 29   | 1       |
|                         | Partido Comunista Italiano                         | 279 622   | 22,15 / 100,00  | 0,94 | 7 / 29    | Estável |
|                         | Partido Socialista Unificado                       | 138 521   | 10,97 / 100,00  | 4,79 | 3 / 29    | 1       |
|                         | Movimento Social Italiano                          | 89 643    | 7,10 / 100,00   | 0,28 | 2 / 29    | Estável |
|                         | Partido Liberal Italiano                           | 84 668    | 6,71 / 100,00   | 3,17 | 2 / 29    | 1       |
|                         | Partido Socialista Italiano de Unidade Proletária  | 64 972    | 5,15 / 100,00   | Novo | 1 / 29    | Novo    |
|                         | Partido Republicano Italiano                       | 49 761    | 3,94 / 100,00   | 2,77 | 1 / 29    | 1       |
|                         | Partido Democrático Italiano de Unidade Monárquica | 26 190    | 2,07 / 100,00   | 0,34 | 0 / 29    | 1       |
|                         | Outros                                             | 19 635    | 1,56 / 100,00   |      | 0 / 29    |         |
| Votos Inválidos         | Votos Inválidos                                    | 87 229    | 6,58 / 100,00   | 1,49 |           |         |
| Total                   | Total                                              | 1 326 434 | 100,00 / 100,00 |      | 29 / 29   |         |
| Eleitorado/Participação | Eleitorado/Participação                            | 1 541 128 | 86,07 / 100,00  | 1,23 |           |         |

#### Palermo-Trapani-Agrigento-Caltanissetta
| Partido                 | Partido                                            | Votos     | %               | +/-  | Deputados | +/-     |
| ----------------------- | -------------------------------------------------- | --------- | --------------- | ---- | --------- | ------- |
|                         | Democracia Cristã                                  | 458 640   | 40,52 / 100,00  | 2,39 | 12 / 29   | Estável |
|                         | Partido Comunista Italiano                         | 258 559   | 22,84 / 100,00  | 1,48 | 7 / 29    | Estável |
|                         | Partido Socialista Unificado                       | 137 629   | 12,16 / 100,00  | 2,63 | 3 / 29    | 1       |
|                         | Movimento Social Italiano                          | 67 036    | 5,92 / 100,00   | 1,21 | 2 / 29    | Estável |
|                         | Partido Socialista Italiano de Unidade Proletária  | 60 647    | 5,36 / 100,00   | Novo | 1 / 29    | Novo    |
|                         | Partido Republicano Italiano                       | 57 595    | 5,09 / 100,00   | 2,05 | 2 / 29    | 1       |
|                         | Partido Liberal Italiano                           | 52 150    | 4,61 / 100,00   | 3,02 | 1 / 29    | 1       |
|                         | Partido Democrático Italiano de Unidade Monárquica | 27 425    | 2,42 / 100,00   | 0,79 | 1 / 29    | Estável |
|                         | Nova República                                     | 12 255    | 1,08 / 100,00   | Novo | 0 / 29    | Novo    |
| Votos Inválidos         | Votos Inválidos                                    | 99 623    | 8,25 / 100,00   | 3,05 |           |         |
| Total                   | Total                                              | 1 208 248 | 100,00 / 100,00 |      | 29 / 29   |         |
| Eleitorado/Participação | Eleitorado/Participação                            | 1 472 458 | 82,06 / 100,00  | 2,53 |           |         |

#### Cagliari-Sassari-Nuoro
| Partido                 | Partido                                            | Votos   | %               | +/-  | Deputados | +/-     |
| ----------------------- | -------------------------------------------------- | ------- | --------------- | ---- | --------- | ------- |
|                         | Democracia Cristã                                  | 324 063 | 42,92 / 100,00  | 0,38 | 8 / 19    | Estável |
|                         | Partido Comunista Italiano                         | 178 663 | 23,67 / 100,00  | 1,18 | 5 / 19    | 1       |
|                         | Partido Socialista Unificado                       | 81 062  | 10,74 / 100,00  | 3,98 | 2 / 19    | Estável |
|                         | Partido Socialista Italiano de Unidade Proletária  | 40 614  | 5,38 / 100,00   | Novo | 1 / 19    | Novo    |
|                         | Partido Liberal Italiano                           | 33 386  | 4,42 / 100,00   | 1,37 | 1 / 19    | Estável |
|                         | Movimento Social Italiano                          | 29 872  | 3,96 / 100,00   | 1,82 | 1 / 19    | Estável |
|                         | Partido da Ação Sardenha                           | 27 228  | 3,61 / 100,00   | Novo | 0 / 19    | Novo    |
|                         | Partido Democrático Italiano de Unidade Monárquica | 25 108  | 3,33 / 100,00   | 0,41 | 1 / 19    | Estável |
|                         | Partido Republicano Italiano                       | 14 960  | 1,98 / 100,00   | 2,07 | 0 / 19    | 1       |
| Votos Inválidos         | Votos Inválidos                                    | 38 668  | 4,94 / 100,00   | 1,00 |           |         |
| Total                   | Total                                              | 782 045 | 100,00 / 100,00 |      | 19 / 19   | 1       |
| Eleitorado/Participação | Eleitorado/Participação                            | 876 730 | 89,20 / 100,00  | 0,42 |           |         |

#### Valle d'Aosta
| Partido                 | Partido                 | Votos  | %               | +/-  | Deputados | +/- |
| ----------------------- | ----------------------- | ------ | --------------- | ---- | --------- | --- |
|                         | Democracia Cristã       | 34 381 | 52,14 / 100,00  | 4,10 | 1 / 1     | 1   |
|                         | União Valdostana        | 31 557 | 47,86 / 100,00  | 1,96 | 0 / 1     | 1   |
| Votos Inválidos         | Votos Inválidos         | 6 441  | 9,25 / 100,00   | 0,53 |           |     |
| Total                   | Total                   | 69 615 | 100,00 / 100,00 |      | 1 / 1     |     |
| Eleitorado/Participação | Eleitorado/Participação | 75 367 | 92,37 / 100,00  | 1,16 |           |     |

#### Trieste
| Partido                 | Partido                                           | Votos   | %               | +/-  | Deputados | +/-     |
| ----------------------- | ------------------------------------------------- | ------- | --------------- | ---- | --------- | ------- |
|                         | Democracia Cristã                                 | 73 686  | 34,51 / 100,00  | 2,32 | 2 / 3     | Estável |
|                         | Partido Comunista Italiano                        | 51 432  | 24,09 / 100,00  | 0,58 | 1 / 3     | Estável |
|                         | Partido Socialista Unificado                      | 25 121  | 11,76 / 100,00  | 4,06 | 0 / 3     | Estável |
|                         | Partido Liberal Italiano                          | 22 059  | 10,33 / 100,00  | 1,30 | 0 / 3     | Estável |
|                         | Movimento Social Italiano                         | 20 061  | 9,39 / 100,00   | 2,51 | 0 / 3     | Estável |
|                         | União Eslovena                                    | 6 142   | 2,88 / 100,00   | 0,28 | 0 / 3     | Estável |
|                         | Partido Socialista Italiano de Unidade Proletária | 5 444   | 2,55 / 100,00   | Novo | 0 / 3     | Novo    |
|                         | Partido Republicano Italiano                      | 4 778   | 2,24 / 100,00   | 0,31 | 0 / 3     | Estável |
|                         | Partido Popular Sul Tirolês                       | 2 836   | 1,33 / 100,00   | -    | 0 / 3     | -       |
|                         | Outros                                            | 1 979   | 0,93 / 100,00   |      | 0 / 3     |         |
| Votos Inválidos         | Votos Inválidos                                   | 15 092  | 6,78 / 100,00   | 3,33 |           |         |
| Total                   | Total                                             | 222 521 | 100,00 / 100,00 |      | 3 / 3     |         |
| Eleitorado/Participação | Eleitorado/Participação                           | 235 227 | 94,60 / 100,00  | 0,99 |           |         |